# صموئيل نوح كريمر
صموئيل نوح كريمر Samuel Noah Kramer أيلول 1897 تشرين الثاني 1990 خبير معروف عالميا في التاريخ السومري واللغة السومرية.

## السيرة الذاتية
ولد كريمر في 28 تشرين الثاني 1897 في مدينة كييف، وعند عام 1905 ونتيجة لـالمعادية للسامية ومذبحة تحت حكم القيصر نيقولا الثاني هاجر من روسيا وعائلته إلى فيلادلفيا، حيث أنشأ والده المدرسة العبرية. بعد تخرجه من المدرسة الثانوية والحصول على درجة البكالوريوس انتقل إلى قسم الدراسات الشرقية التابع لجامعة بنسلفانيا، والعمل مع الشباب ألامع أفرايم أفيغدور، الذي هو واحد من الشخصيات الرائدة في العالم لدراسات الشرق الأدنى وكان يحاول فك بعض الكتابات المسمارية تعود إلى أواخر العصر البرونزي حوالي 1300 قبل الميلاد؛ وكانت بداية عمل كريمر في فهم نظام الكتابة المسمارية.
في سيرته الذاتية التي نشرت في عام 1986، قال إنه يلخص إنجازاته: "أولا، والأكثر اهمية ، هو لعب دورا في نشر وإصلاح ،وبعث الأدب السومري، أو على الأقل من المقطع العرضي. ثانيا، سعيه إلى ترجمة الكثير من النصوص السومرية الموثوق بها والمعقولة لكثير من هذه الوثائق إلى المجتمع الأكاديمي، وخصوصا في الأنثروبولوجيا، والمؤرخين ، وعلماء الإنسانية ، وثالثا، لقد ساعد على انتشار اسم سومر للعالم بأسره، وجعل الناس على بينة من الدور الحاسم الذي لعبه السومريون في الصعود للإنسان المتحضر

## من مؤلفاته
- .الأساطير السومرية دراسة الإنجاز الروحية والأدبية في الألفية الثالثة B.C. عام 1944، ومراجعة. 1961.
- . يبدأ التاريخ في سومر: مطبعة جامعة بنسلفانيا. ISBN 0-8122-7812-7.
- السومريون: تاريخهم والثقافة والشخصية. شيكاغو، IL: مطبعة جامعة شيكاغو، 1963 ISBN 0-226-45238-7.
- إنانا: ملكة السماء والأرض. نيويورك: 1983 ISBN 0-06-090854-8.
- في العالم سومر، وهو سيرة ذاتية. 1988. ISBN 0-8143-1785-5.

## وصلات خارجية
- السومرية الأساطير بواسطة صموئيل نوح كريمر
- صموئيل نوح كريمر من معهد الآشوريات ودراسات الشرق الأدنى القديم
- أرامكو المادة على صموئيل كريمر

1. ↑  ::::: Dr.Bahnam Abu Al-Soof ::::: صموئيل نوح كريمر نسخة محفوظة 2020-05-19 على موقع واي باك مشين.